# Província d'Orellana
Orellana és una de les 22 províncies de l'Equador, situada a l'extrem oriental de l'Amazònia equatoriana. La seva capital és Puerto Francisco de Orellana (també anomenada El Coca), batejada a partir de l'explorador Francisco de Orellana i situada a la confluència dels rius Napo i Coca.
La província consta de 4 cantons (capital entre parèntesis) que abans eren part de la província de Napo:
- Aguarico (Nuevo Rocafuerte)
- Francisco de Orellana (Puerto Francisco de Orellana)
- Joya de los Sachas (La Joya de los Sachas)
- Loreto (Loreto)

La superfície és de 22.000 km² i té uns 65.000 habitants. Fou creada pel Congrés nacional el 20 de juliol de 1998 amb efectes de 30 de juliol de 1998, sent president interí de l'estat Fabián Alarcón.